# Episodi di Un caso per due (trentaduesima stagione)
La trentaduesima stagione della serie televisiva tedesca Un caso per due, composta da 10 episodi, è andata in onda in Germania sul canale ZDF a partire dal 20 aprile 2012 al 28 dicembre 2012.
| nº | Titolo originale                 | Titolo italiano          | Prima TV Germania | Prima TV Italia |
| -- | -------------------------------- | ------------------------ | ----------------- | --------------- |
| 1  | Liebesblind                      | Tradite dall'amore       | 20 aprile 2012    |                 |
| 2  | Tödliche Gier                    |                          | 27 aprile 2012    |                 |
| 3  | Todeslauf                        |                          | 4 maggio 2012     |                 |
| 4  | Eine Million in kleinen Scheinen |                          | 11 maggio 2012    |                 |
| 5  | Tod im Ring                      | Morte sul ring           | 23 novembre 2012  | 24 agosto 2014  |
| 6  | Das Versteck                     | Vite nascoste            | 30 novembre 2012  | 17 agosto 2014  |
| 7  | Abgezockt                        | Contraffatti             | 7 dicembre 2012   | 16 agosto 2014  |
| 8  | Mord im Callcenter               | Delitto al Call Center   | 14 dicembre 2012  | 10 agosto 2014  |
| 9  | Mord im Taunus                   | Un segreto da proteggere | 21 dicembre 2012  |                 |
| 10 | Frankfurt Superstar              | Francoforte superstar    | 28 dicembre 2012  | 31 agosto 2014  |